# Laeh
Laeh jest debiutanckim albumem fińskiej heavymetalowej grupy Embraze. Album został wydany 24 kwietnia 1998 nakładem Mastervox Records. Zespół nagrywał album w fińskim mieście Oulu.

## Lista utworów
1. Charm of the Wilderness
2. Dead Spring
3. Fragments Of Life
4. Autumn Child
5. Close My Stage
6. Mystic
7. I Was Made For Lovin´ You
8. This Moment
9. Amid Peals
10. Sweet Hate
11. Stream of Emptines